# Stazione di Pogno-Berzonno
La stazione di Pogno-Berzonno era una stazione ferroviaria della linea Gozzano-Alzo.

## Storia
La stazione venne attivata nel 1886 con l’attivazione della linea Gozzano-Alzo.
Nel 1924 venne dismessa a causa della chiusura della linea. Il terreno venne ceduto a privati che ne curarono la recinzione della banchina e del piccolo giardino e la trasformazione del fabbricato viaggiatori in abitazione privata.

## Strutture e impianti
La stazione aveva due binari serviti da due banchine in terra battuta usata per l'imbarco dei viaggiatori.
Il fabbricato viaggiatori si compone su due piani a pianta quadrangolare affiancato da un giardino all'italiana.

## Movimento
Il servizio viaggiatori era effettuato dalla Società ferroviaria Cusiana per trasporti e costruzioni.